# Black Holes & Revelations
A Black Holes & Revelations a Muse nevű angol együttes negyedik, 2006. július 3-án megjelent albuma.

## Információ
A Black Holes & Revelations, a Muse negyedik albuma 3 évvel előző albumuk, az Absolution után jelent meg szerte a világon. A lemezen kevesebb klasszikus hatás hallható, mint például az Origin of Symmetry-n, viszont több a soul és az R&B-s beütés. Az albumhoz a Château Miraval studióban készítettek demókat, majd New York-ban vették fel. Az együttest az album felvétele közben többek között Nina Simone, a Rage Against The Machine, Ennio Morricone és a Lightining Bolt dalai is befolyásolták.

### Díjak
Az album 2007-ben Mercury-díjat nyert, a 3. kislemez "Knights of Cydonia" pedig 2007 legforróbb dala lett.
2 hétig vezette az Egyesült Királyság lemezeladási listáját.

## Az albumon szereplő dalok
1. Take a Bow
2. Starlight
3. Supermassive Black Hole
4. Map of the Problematique
5. Soldier's Poem
6. Invincible
7. Assassin
8. Exo-Politics
9. City of Delusion
10. Hoodoo
11. Knights of Cydonia

### Kislemezek
- "Supermassive Black Hole" (2006)[2]
- "Starlight" (2006)[3]
- "Knights of Cydonia" (2006)[4]
- "Invincible" (2007)[5]
- "Map of the Problematique" (2007)[6]